# Саксонія-Ангальт
Са́ксонія-А́нгальт (нім. Land Sachsen-Anhalt) — земля Федеративної Республіки Німеччина. Розташована в центральній частині країни. Столиця — місто Магдебург. Сусідами землі є Нижня Саксонія, Бранденбург, Саксонія і Тюрингія. Утворена 21 липня 1947 року. Площа — 20.451,58 км². Населення — 2 169 253 (31 грудня 2021). На теренах землі розмовляють німецькою і нижньонімецькою. Форма правління — парламентська республіка, самоврядний штат федерації.  ХДС, СДПН і Зелені очолюють земельний уряд. Голова уряду —  Райнер Газелофф (ХДС). За результами виборів до ландтагу, що відбулися 6 червня 2021 року, в ньому представлені такі партії: ХДС (31 депутат), Ліві (16), СДПН (11), Зелені (5), АдН (21), позафракційні (3). Має 4 депутатів у Бундесраті, верхній палаті парламенту Німеччини. Валовий внутрішній продукт землі складає 60,10 млрд € (2017). Борг землі становить 24,184 млрд € (31 грудня 2015). Рівень безробіття — 6,6 % (листопад 2019). Міжнародний код — DE-ST.

## Назва
- Саксонія-Анхальт (нім. Sachsen-Anhalt, лат. Saxonia-Anhaltium) — найпоширеніша назва землі.
- Земля Саксонія-Ангальт (нім. Land Sachsen-Anhalt) — офіційна назва землі.
- Заксен-Ангальт (нім. Sachsen-Anhalt)

## Географія
Саксонія-Анхальт — земля в самісінькому серці Німеччини. Простягнулася від місцевості Альтмарк, що межує на півночі з Нижньою Саксонією, до вкритих виноградниками схилів пагорбів на річках Заале та Унструт (найпівнічніший виноробний район Німеччини). Між ними розташовані родюча Магдебурзька рівнина і промислові регіони Галле і Біттерфельд. 300 км течії Ельби припадає на територію землі. На південному заході Магдебурзької рівнини підносяться гори Гарц, найвища вершина — Брокен (1142 м). Земля славиться своїми значними природними заповідними зонами, наприклад, національний парк Гохгарц і резерват Ельби, де мешкають дикі бобри.

## Історія
Саксонія-Ангальт як самостійна земля має досить коротку історію. Вона існувала лише з 1947 по 1952 рік у складі НДР і знов була відновлена, після об'єднання Німеччини 3 жовтня 1990 року. Окремі регіони, що входять до неї є старовинними культурними центрами Німеччини. Північна частина Альтмарку довгий час знаходилась під владою Бранденбурга. На півдні і сході домінувало Саксонське курфюрство (Майсен).
Ангальтське князівство постало 1212 року за часів правління князів з дому Асканіїв і досягла культурного розквіту при князеві Ангальт-Дессауському Леопольді III. Російська імператриця Катерина II була родом з Ангальту-Цербсту. Її родич генерал Віктор Амадей принц Ангальт-Бернбурзький відзначився в ході приєднання Південної України під час Російсько-турецьких війн. Герцог Фердинанд Фрідріх Ангальт-Кетен-Плесський заснував на Півдні України ангальтську сільськогосподарську колонію. За правління його брата герцога Гайнріха колонія отримала назву Асканія-Нова. Ангальт став герцогством у 1863 році й членом Північнонімецької союзу в 1866 році.
У 1945—1990 роках Ангальт був частиною Східної Німеччини (з 1949 року — Німецької Демократичної Республіки).

## Ландтаг

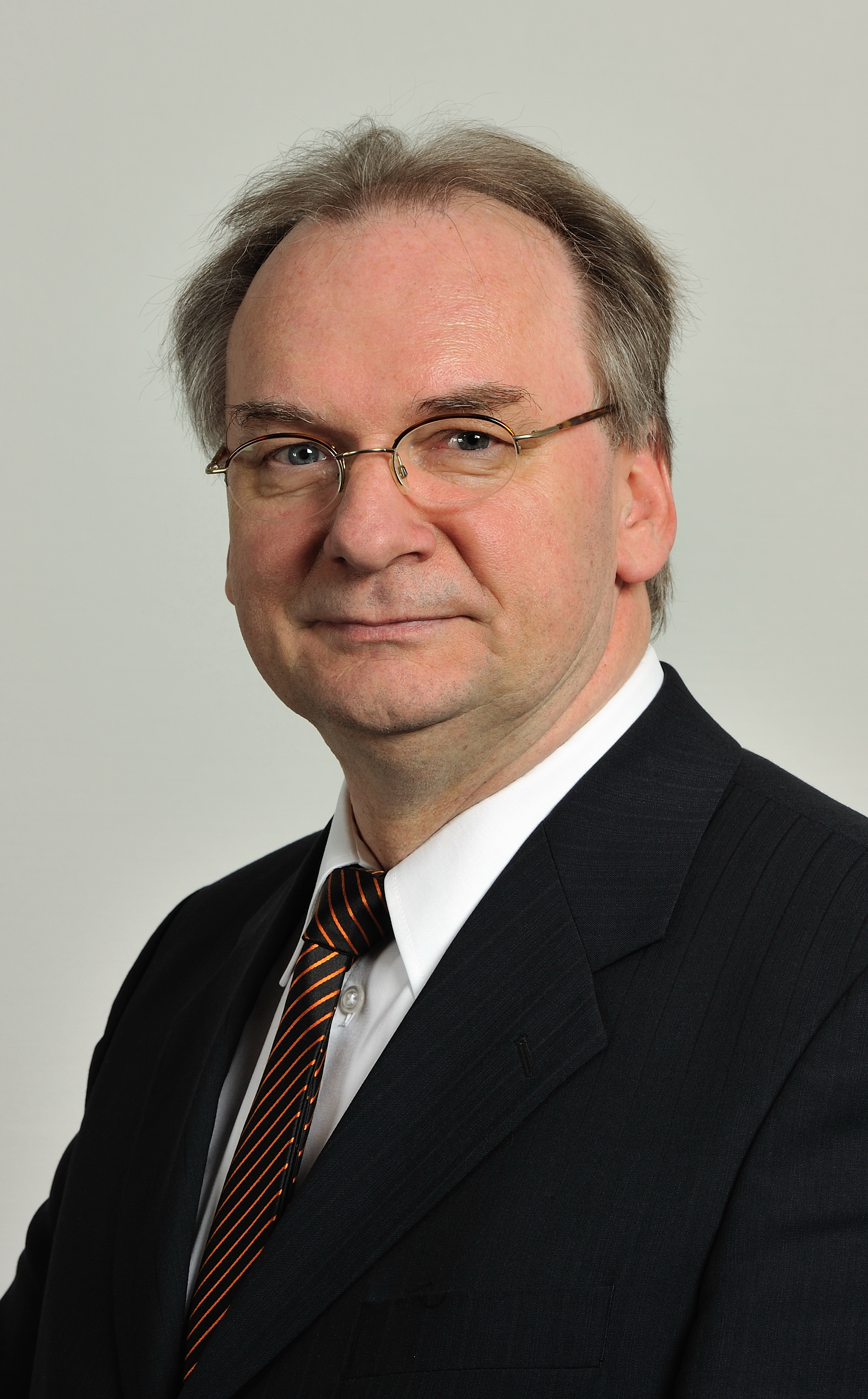
Райнер Газелофф, голова земельного уряду з 19 квітня 2011 року.

Розподіл місць у ландтазі за результатами виборів 13 березня 2021 року. Уряд очолює коаліція ХДС і СДПН.

Розподіл 97 місць: 

## Адміністративний поділ
Саксонія-Ангальт поділяється на 11 районів:
1. Анхальт-Біттерфельд (ABI)
2. Бургенланд (BLK)
3. Берде (BK)
4. Гарц (HZ)
5. Єріхов (JL)
6. Мансфельд-Зюдгарц (MSH)
7. Заале (SK)
8. Зальцланд (SLK)
9. Зальцведель (SAW)
10. Штендаль (SDL)
11. Віттенберг (WB)

і 3 вільних міста:
1. Дессау (DE)
2. Галле (HAL)
3. Магдебург (MD)

## Економіка
Виробляються хімікати, електроніка, металопрокат, взуття, вирощують злакові культури, овочі.